# Ciak d'oro 2013
La 28ª edizione dei Ciak d'oro si è tenuta il 4 giugno 2013 presso Palazzo Valentini, sede della provincia di Roma.

## Vincitori e candidati
I vincitori sono indicati in grassetto, a seguire gli altri candidati.

### Miglior film
- La migliore offerta di Giuseppe Tornatore

### Miglior regista
- Giuseppe Tornatore - La migliore offerta

### Migliore attore protagonista
- Toni Servillo - Viva la libertà

### Migliore attrice protagonista
- Margherita Buy - Viaggio sola

### Migliore attore non protagonista
- Valerio Mastandrea - Viva la libertà
  - Fabrizio Falco - È stato il figlio
  - Marco Giallini - Buongiorno papà, Una famiglia perfetta e Tutti contro tutti
  - Roberto Herlitzka - Bella addormentata
  - Stefano Accorsi - Viaggio sola

### Migliore attrice non protagonista
- Eva Riccobono - Passione sinistra
  - Claudia Gerini - Il comandante e la cicogna
  - Ilaria Occhini - Una famiglia perfetta
  - Pia Engleberth - Un giorno devi andare
  - Rosabell Laurenti Sellers - Gli equilibristi

### Migliore produttore
- Carlo Cresto-Dina, Tiziana Soudani e Paolo Del Brocco - L'intervallo
  - Riccardo Tozzi, Giovanni Stabilini e Marco Chimenz - Bella addormentata e Educazione siberiana
  - Nicola Giuliano e Francesca Cima - Benvenuto Presidente!
  - Isabella Cocuzza e Arturo Paglia - La migliore offerta
  - Angelo Barbagallo - Viva la libertà

### Migliore opera prima
- Leonardo Di Costanzo - L'intervallo

### Migliore sceneggiatura
- Roberto Andò, Angelo Pasquini - Viva la libertà
  - Giuseppe Tornatore - La migliore offerta
  - Matteo Garrone, Ugo Chiti, Massimo Gaudioso, Maurizio Braucci - Reality
  - Paolo Virzì, Francesco Bruni, Simone Lenzi - Tutti i santi giorni
  - Maria Sole Tognazzi, Ivan Cotroneo, Francesca Marciano - Viaggio sola

### Migliore fotografia
- Marco Onorato - Reality
  - Daniele Ciprì - Bella addormentata
  - Fabio Cianchetti - Io e te
  - Fabio Zamarion - La migliore offerta
  - Roberto Cimatti - Un giorno devi andare

### Migliore sonoro
- Alessandro Bianchi e Luca Novelli - Tutti i santi giorni
  - Gaetano Carito, Pierpaolo Merafino - Bella addormentata
  - Remo Ugolinelli, Alessandro Palmerini - Io e te
  - Maricetta Lombardo, Luca Novelli - Reality
  - Angelo Bonanni, Davide D'Onofrio - È stato il figlio

### Migliore scenografia
- Paolo Bonfini - Reality
  - Rita Rabassini - Educazione siberiana
  - Maurizio Sabatini, Raffaella Giovannetti - La migliore offerta
  - Marco Belluzzi - Tutto tutto niente niente
  - Marco Dentici - È stato il figlio

### Migliore montaggio
- Massimo Quaglia - La migliore offerta
  - Francesca Calvelli - Bella addormentata
  - Carlotta Cristiani - L'intervallo
  - Marco Spoletini - Reality
  - Giovanni Columbu - Su Re

### Migliore costumi
- Maurizio Millenotti - La migliore offerta e Reality
  - Patrizia Chericoni - Educazione siberiana
  - Silvia Nebiolo - Il comandante e la cicogna
  - Roberto Chiocchi - Tutto tutto niente niente e Il volto di un'altra
  - Grazia Colombini - È stato il figlio

### Migliore colonna sonora
- Mauro Pagani - Educazione siberiana
  - Ennio Morricone - La migliore offerta
  - Pivio, Aldo De Scalzi - Razzabastarda
  - Paolo Buonvino - Tutto tutto niente niente
  - Marco Biscarini, Daniele Furlati - Un giorno devi andare

### Ciak d'oro per il migliore manifesto
- Il volto di un'altra

### Migliore film straniero
- Il lato positivo - Silver Linings Playbook (Silver Linings Playbook) di David O. Russell

### Ciak d'oro Mini/Skoda Bello & Invisibile
- Bellas mariposas di Salvatore Mereu

### Ciak d'oro alla rivelazione dell'anno
- non assegnato

### Ciak d'oro per la migliore canzone originale
Flowers Blossom di Thony - Tutti i santi giorni

### Ciak d'oro Alice giovani
Il rosso e il blu di Giuseppe Piccioni

### Ciak d'oro alla carriera
- Ettore Scola

### Super Ciak d'oro
- Sergio Castellitto, Claudia Gerini, Cristiana Capotondi e Sabrina Impacciatore